# Tonya Verbeeková
Tonya Verbeeková (* 14. srpna 1977 Grimsby) je kanadská zápasnice.
Třikrát startovala na olympijských hrách. V roce 2004 a 2012 vybojovala stříbro a v roce 2008 bronz v kategorii do 55 kg. V roce 2005 vybojovala bronz, v roce 1995 páté a v roce 2007 deváté místo na mistrovství světa. V roce 2010 vybojovala stříbro na hrách Commonwealthu. V roce 2003 a 2011 vybojovala stříbro a v roce 2007 bronz na Panamerických hrách.